# NGC 996
NGC 996 é uma galáxia elíptica (E) localizada na direcção da constelação de Andromeda. Possui uma declinação de +41° 38' 50" e uma ascensão recta de 2 horas, 38 minutos e 39,6 segundos.
A galáxia NGC 996 foi descoberta em 7 de Dezembro de 1871 por Édouard Jean-Marie Stephan.